# Anders Almgren
Anders Almgren (* 27. Dezember 1968 in Stockholm) ist ein schwedischer ehemaliger Fußballspieler. Der Torwart, der mit Djurgårdens IF und AIK – hier allerdings nur als Ersatzmann im Endspiel – jeweils den schwedischen Landespokal holte, wurde nach dem Ende seiner aktiven Laufbahn Torwarttrainer.

## Werdegang
Almgren begann 1977 mit dem Fußballspielen beim Djurö/Vindö IF, schloss sich aber bereits im folgenden Jahr dem Djurgårdens IF an. Dort durchlief er die einzelnen Jugendmannschaften und entwickelte sich zum Torhüter in diversen schwedischen Nachwuchsnationalmannschaften. Entsprechend rückte er auch als junger Spieler in den Kader der Männermannschaft seines Klubs auf, für die er als Ersatztorhüter in der zweiten Liga auflief. Nach dem Aufstieg in die Allsvenskan war er in der Erstliga-Spielzeit 1988 hinter Joacim Sjöström weiterhin zweiter Torhüter, kam jedoch zu seinen ersten vier Erstligapartien. Nach dem Abgang seines Konkurrenten zum Lokalrivalen AIK vor Beginn der folgenden Saison wurde er dessen Nachfolger und bestritt an der Seite von Krister Nordin, Jens Fjellström, Steve Galloway, Glenn Schiller und Stephan Kullberg alle 22 Saisonspiele. 
Im Sommer 1990 holte Almgren mit dem Klub den schwedischen Pokal, als er im Endspiel beim 3:0-Erfolg über BK Häcken ohne Gegentor blieb. Als aktueller U-21-Auswahlspieler war er in der Folge in der Diskussion für den Kader bei der Weltmeisterschaft 1990, letztlich entschied sich Olle Nordin für das erfahrene Trio Thomas Ravelli, Lars Eriksson und Sven Andersson. In der Spielzeit 1991, in der er in der regulären Spielzeit zeitweise von Kjell Frisk vertreten wurde, zog er mit der Mannschaft unter Trainer Lennart Wass in die Meisterschaftsendrunde ein, verpasste jedoch den Einzug in den Europapokal. Kurz nach Beginn der folgenden Spielzeit verletzte er sich beim 4:4-Unentschieden im Lokalderby gegen AIK. Ohne weiteren Spieleinsatz im Saisonverlauf konnte er den Abstieg seines Klubs in die zweite Liga zum Saisonende nicht verhindern.
Almgren verließ nach Saisonende Djurgårdens IF und schloss sich dem Lokalrivalen Vasalunds IF an, der ebenfalls in der zweiten Liga spielte. In einem Dreikampf der Stockholmer Klubs Hammarby IF, Vasalunds IF und Djurgårdens IF um den Aufstieg in die Allsvenskan erreichte er mit seiner neuen Mannschaft den zweiten Tabellenplatz und musste in den Relegationsspielen gegen Örebro SK antreten. Nach einem 2:2-Unentschieden auf eigenem Platz bedeutete ein 0:0-Remis auswärts aufgrund der Auswärtstorregel das Verpassen des Aufstiegs. Auch in den folgenden Jahren platzierte er sich mit der Mannschaft im vorderen Bereich. 
Anfang 1996 nahm Almgren ein Angebot des AIK an und kehrte in die Allsvenskan zurück. Bei seinem neuen Klub hatte Stammtorhüter Magnus Hedman in der Spielzeit 1995 eine Schwächeperiode durchgemacht, sein Stellvertreter Matts Andersson kämpfte jedoch mit Rückenproblemen, so dass der Klub einen adäquaten Konkurrenten gesucht hatte. Im Januar verletzte Almgren sich jedoch und fiel nach einem Kreuzbandriss ebenfalls längerfristig aus. Nach seiner Rückkehr auf den Platz Anfang September hatte sich Hedman mittlerweile als überragender Torwart erwiesen und war unumstritten Stammtorhüter. Unter Trainer Erik Hamrén kam er im Frühjahr 1997 im Rahmen des Landespokals zu seinem ersten Pflichtspieleinsatz, weswegen er sich nach dem im Sommer gegen IF Elfsborg gewonnenen Pokalendspieles – beim 2:1-Erfolg stand Hedman zwischen den Pfosten – als Pokalsieger bezeichnen darf.
Im Sommer 1997 verließ Hedman AIK und heuerte beim englischen Klub Coventry City an. Zwar verpflichtete der Klub mit Claes Green von Östers IF einen weiteren Torhüter als Ersatz, Almgren setzte sich jedoch zunächst als Stammtorhüter durch. Beim ersten Europapokalspiel seiner Karriere verlief ihm jedoch ein verhängnisvoller Fehler. In der ersten Runde des Europapokals der Pokalsieger 1997/98 gegen den slowenischen Vertreter NK Primorje nutzte er seine Hände außerhalb des Strafraums zur Abwehr und wurde des Feldes verwiesen. In der Folge verlor er den Platz zwischen den Pfosten an den Konkurrenten, während zudem Trainer Hamréns Tätigkeit als AIK-Coach nach dem daraus resultierenden frühen Europapokalausscheiden auf die Zeit bis zum Jahresende eingeschränkt wurde. Nachdem AIK mit Mattias Asper und Lee Baxter Ende 1997 zwei weitere Torhüter unter Vertrag genommen hatte, schied Almgren vom Klub. 
Da er zunächst keinen Klub gefunden hatte, schloss sich Almgren im Januar 1998 Väsby IK als Assistenztrainer an. Anschließend meldete Assyriska Föreningen jedoch Interesse an ihm, so dass er den Trainerjob bereits im März wieder aufgab, um für den Klub in der zweiten Liga aufzulaufen. Mit dem Klub erreichte er 1999 hinter GIF Sundsvall den zweiten Platz in der Nordstaffel der zweiten Liga, scheiterte aber mit der Mannschaft in der Relegation nach Verlängerung abermals am Örebro SK. Damit hatte sich jedoch die Mannschaft für die neue, eingleisige Superettan qualifiziert. Dort spielte er noch zwei Jahre, ehe er beim IFK Stockholm seine Karriere ausklingen ließ.
2003 kehrte Almgren als Torwarttrainer zu AIK zurück. An der Seite der Trainer Richard Money, Patrick Englund und Rikard Norling betreute er in den folgenden Jahren die Torhüter des Klubs. Im Herbst 2006 wurde er kurzzeitig reaktiviert und saß nach einer Verletzung von Nicklas Bergh als Ersatzmann beim Spiel gegen Halmstads BK auf der Ersatzbank. Nachdem er ab 2007 sowohl für AIK, als auch den Kooperationspartner Väsby United als Torwarttrainer tätig gewesen war, wurde Anfang 2008 sein Aufgabengebiet bei Väsby United auf das Management erweitert und er daraufhin bei AIK erneut durch Lee Baxter ersetzt.